# Focuri
Focuri è un comune della Romania di 3 914 abitanti, ubicato nel distretto di Iași, nella regione storica della Moldavia.